# Quái thai học
Quái thai học là nghiên cứu về sự bất thường của sự phát triển sinh lý. Nó thường được coi là nghiên cứu về các bất thường bẩm sinh của con người, nhưng quái thai học rộng hơn thế, có tính đến các giai đoạn phát triển không sinh khác, bao gồm cả dậy thì; và các sinh vật khác, bao gồm cả thực vật. Thuật ngữ độc tính phát triển liên quan bao gồm tất cả các biểu hiện của sự phát triển bất thường gây ra bởi sự phá hoại môi trường. Chúng có thể bao gồm chậm phát triển, chậm phát triển tâm thần hoặc các rối loạn bẩm sinh khác mà không có bất kỳ dị tật cấu trúc.
Teratogen là những chất có thể gây dị tật bẩm sinh thông qua tác động độc hại lên phôi thai hoặc thai nhi.

## Động vật có vú

### Sinh quái thai
Cùng với nhận thức mới về tính dễ bị tổn thương trong tử cung của phôi thai động vật có vú đang phát triển đã phát triển và hoàn thiện Sáu nguyên tắc của quái thai học vẫn còn được áp dụng cho đến ngày nay. Những nguyên tắc sinh lý học này đã được Jim Wilson đưa ra vào năm 1959 và trong chuyên khảo về Môi trường và Khuyết tật bẩm sinh của ông. Những nguyên tắc này hướng dẫn nghiên cứu và hiểu biết về các tác nhân gây quái thai và ảnh hưởng của chúng đối với các sinh vật đang phát triển:
1. Mẫn cảm với quái thai phụ thuộc vào kiểu gen của khái niệm và cách thức mà điều này tương tác với các yếu tố môi trường bất lợi.
2. Mẫn cảm với quái thai thay đổi theo giai đoạn phát triển tại thời điểm tiếp xúc với một ảnh hưởng bất lợi. Có những giai đoạn quan trọng của sự nhạy cảm với các tác nhân và hệ thống cơ quan bị ảnh hưởng bởi các tác nhân này.
3. Các tác nhân gây quái thai hoạt động theo những cách cụ thể trong việc phát triển các tế bào và mô để bắt đầu chuỗi các sự kiện phát triển bất thường.
4. Sự tiếp cận của các ảnh hưởng bất lợi đến việc phát triển các mô phụ thuộc vào bản chất của ảnh hưởng. Một số yếu tố ảnh hưởng đến khả năng của teratogen tiếp xúc với một khái niệm đang phát triển, chẳng hạn như bản chất của tác nhân, lộ trình và mức độ phơi nhiễm của mẹ, tốc độ truyền nhau thai và sự hấp thụ toàn thân, và thành phần của kiểu gen của mẹ và phôi thai.
5. Có bốn biểu hiện của sự phát triển lệch lạc (Cái chết, dị dạng, chậm phát triển và khiếm khuyết chức năng).
6. Biểu hiện của sự phát triển lệch lạc về tần suất và mức độ khi tăng liều từ Mức hiệu quả bất lợi có thể quan sát được (NOAEL) đến liều tạo ra 100% Lethality (LD100).

Các nghiên cứu được thiết kế để kiểm tra tiềm năng gây quái thai của các tác nhân môi trường sử dụng các hệ thống mô hình động vật (ví dụ: chuột, chuột, thỏ, chó và khỉ). Các nhà sinh lý học sớm đã tiếp xúc với động vật mang thai với các tác nhân môi trường và quan sát thấy thai nhi có bất thường về nội tạng và xương. Mặc dù đây vẫn là một phần của các thủ tục đánh giá quái thai ngày nay, lĩnh vực Địa hình học đang chuyển sang cấp độ phân tử hơn, tìm kiếm cơ chế hoạt động mà các tác nhân này hành động. Chuột biến đổi gen thường được sử dụng cho mục đích này. Ngoài ra, đăng ký mang thai là những nghiên cứu lớn, có triển vọng theo dõi phơi nhiễm mà phụ nữ nhận được trong quá trình mang thai và ghi lại kết quả sinh con của họ. Những nghiên cứu này cung cấp thông tin về những rủi ro có thể có của thuốc hoặc phơi nhiễm khác trong thai kỳ của con người.
Hiểu biết cách một teratogen tạo ra tác dụng của nó không chỉ quan trọng trong việc ngăn ngừa bất thường bẩm sinh mà còn có khả năng phát triển các loại thuốc điều trị mới an toàn khi sử dụng cho phụ nữ mang thai.

### Con người
Ở người, bất thường bẩm sinh dẫn đến khoảng 510.000 ca tử vong trên toàn cầu trong năm 2010 
Khoảng 3% trẻ sơ sinh có "dị thường vật lý chính", nghĩa là dị thường vật lý có ý nghĩa thẩm mỹ hoặc chức năng.

#### Tiêm phòng khi đang mang thai
Ở người, việc tiêm phòng đã trở nên sẵn có và rất quan trọng để phòng ngừa một số bệnh như bại liệt, rubella và đậu mùa, trong số những bệnh khác. Không có mối liên quan giữa dị tật bẩm sinh và tiêm chủng, như thể hiện ở Phần Lan, trong đó các bà mẹ mong đợi được uống vắc-xin bại liệt và không thấy sự khác biệt về kết quả của trẻ sơ sinh so với những bà mẹ không được tiêm vắc-xin. Tuy nhiên, vẫn không nên tiêm phòng bệnh bại liệt trong khi mang thai trừ khi có nguy cơ nhiễm trùng . Một ý nghĩa quan trọng khác của việc này bao gồm khả năng chủng ngừa cúm trong khi mang thai. Trong đại dịch cúm năm 1918 và 1957, tỷ lệ tử vong ở phụ nữ mang thai là 45%. Tuy nhiên, ngay cả khi phòng ngừa bằng cách tiêm phòng, vắc-xin cúm ở phụ nữ mang thai vẫn ở mức thấp 12%. Munoz và cộng sự chứng minh rằng không có kết quả bất lợi quan sát thấy ở trẻ sơ sinh hoặc bà mẹ mới.

### Nguyên nhân
Nguyên nhân gây quái thai có thể được phân loại thành:
- Các chất độc hại, như đối với con người, thuốc trong thai kỳ và độc tố môi trường trong thai kỳ. 
  - Kali iodide có thể là một teratogen. Kali iodide ở dạng thô của nó là một chất gây kích ứng nhẹ và nên được xử lý bằng găng tay. Tiếp xúc quá mức mãn tính có thể có tác dụng phụ trên tuyến giáp.
- Nhiễm trùng lây truyền theo chiều dọc
- Thiếu chất dinh dưỡng. Ví dụ, thiếu axit folic trong dinh dưỡng trong thai kỳ cho con người có thể dẫn đến tật nứt đốt sống.
- Kiềm chế vật lý. Một ví dụ là hội chứng Potter do oligohydramnios ở người.
- Bệnh di truyền
- Uống rượu khi mang thai.

## Những động vật khác

### Hồ sơ hóa thạch
Bằng chứng về dị tật bẩm sinh được tìm thấy trong hồ sơ hóa thạch được nghiên cứu bởi các nhà cổ sinh vật học, các chuyên gia về bệnh cổ và chấn thương. Hóa thạch mang bằng chứng dị tật bẩm sinh có ý nghĩa khoa học vì chúng có thể giúp các nhà khoa học suy luận về lịch sử tiến hóa của các quá trình phát triển của sự sống. Ví dụ, do mẫu vật Tyrannosaurus rex đã được phát hiện với một đốt sống khối, điều đó có nghĩa là các đốt sống đã phát triển theo cách cơ bản giống như ít nhất là tổ tiên chung nhất của khủng long và động vật có vú. Các dị tật hóa thạch đáng chú ý khác bao gồm một mẫu vật mới nở của loài khủng long giống chim, Troodon, chóp hàm của nó bị xoắn. Một hóa thạch biến dạng đáng chú ý khác là một mẫu vật của Hyphalosaurus choristodere có hai đầu - ví dụ lâu đời nhất được biết đến của bệnh đa hình.

## Cây trồng
Trong thực vật học, quái thai học điều tra ý nghĩa lý thuyết của mẫu vật bất thường. Ví dụ, việc phát hiện ra những bông hoa bất thường, ví dụ, hoa có lá thay vì cánh hoa, hoặc hoa có nhụy hoa staminoid đã cung cấp bằng chứng quan trọng cho " lý thuyết lá ", lý thuyết cho rằng tất cả các bộ phận của hoa đều là lá chuyên dụng.